# Cloisonné

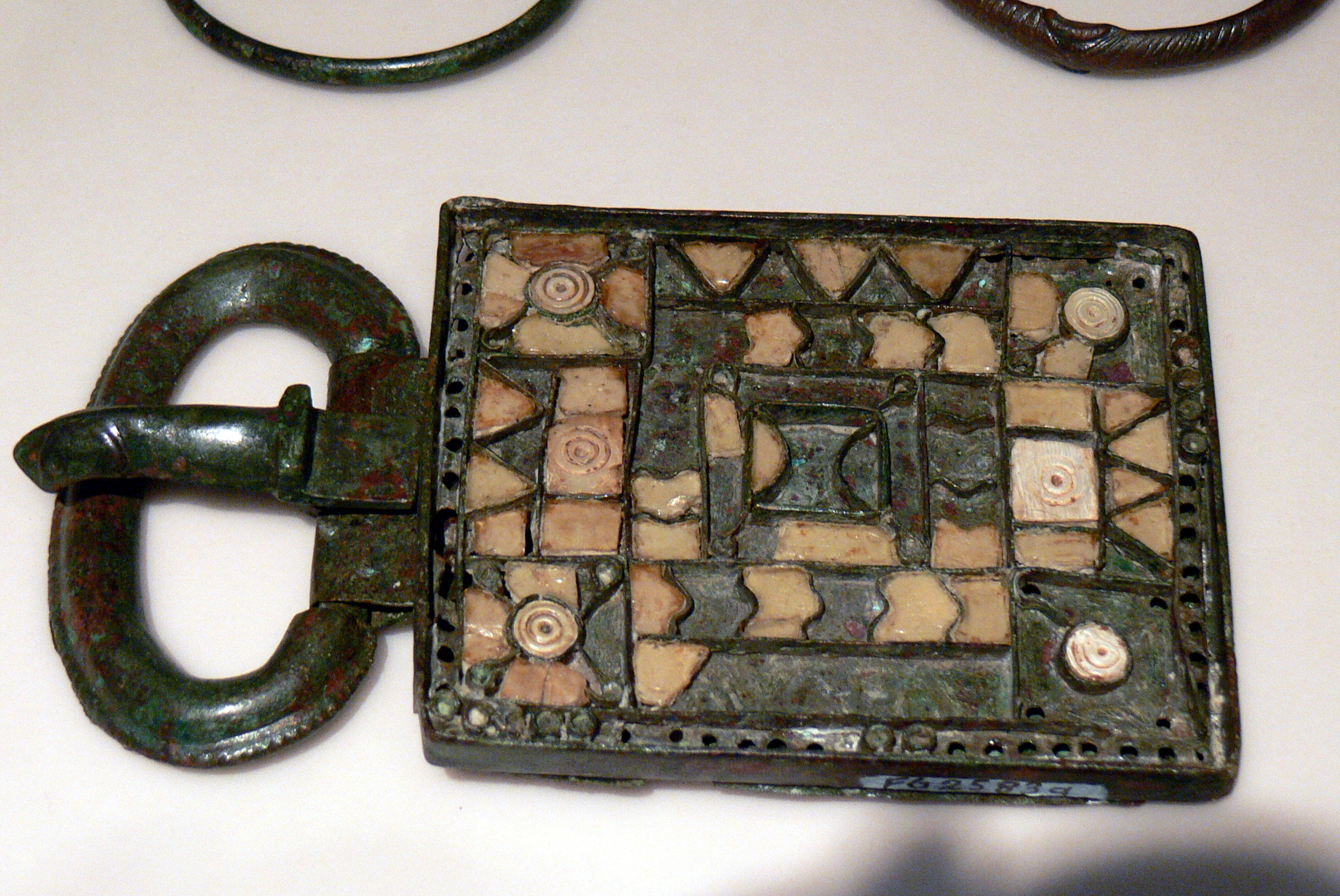
Technika cloisonné – kovové přihrádky vyplněné smaltovou barvou, zde částečně vypadané, vizigótská bronzová přezka opasku ze 6. století

Cloisonné (francouzsky vysl. [kluazone], odvozeno z cloison, „příčka, přepážka“), česky též přihrádkový email, je smaltová technika výzdoby kovových uměleckořemeslných předmětů – šperků, váz, mís, lustrů ap. Název cloisonné bývá užíván i pro předměty takto zdobené. Tato zdobná technika má tradici zejména v Číně a Japonsku (kde se používá dodnes), existovala však již ve starém Egyptě, velmi rozšířena byla též v Byzanci a jí inspirované Evropě za doby stěhování národů („barbarské umění“) a následně v románském i gotickém umění, kdy plynule přešla v méně náročnou techniku tzv. jamkového emailu – champlevé.

## Výrobní postup a vlastnosti

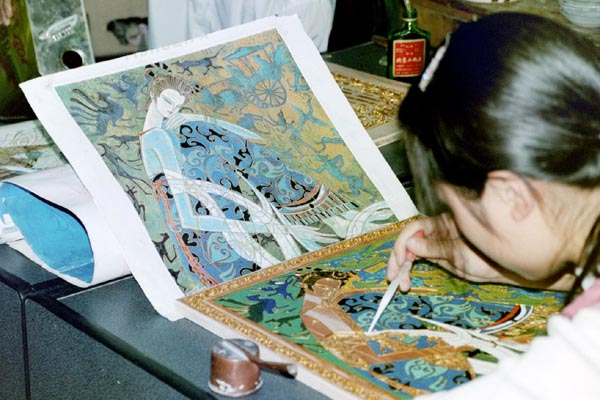
Vyplňování přihrádek barevným emailem dle výtvarné předlohy

Technika spočívá v navaření jemných kovových pásků na kovové tělo předmětu. Tak vzniknou políčka či přihrádky, jež se následně vyplní emailem nebo také skleněnou pastou různých barev a následně se nechají projít vysokým žárem, aby se hmota spekla. Postup se opakuje několikrát, až se vrstva emailu srovná s úrovní kovových pásků a povrch se stane hladkým; poté se přeleští.
Na první pohled pak vzniklý předmět vypadá, jako by byl z porcelánu, pokud ovšem nejsou obrysy přihrádek záměrně přiznány – třeba proto, že jsou z ušlechtilých kovů (zlato, stříbro, bronz apod.) a dotvářejí tak zdobnost výrobku. Výhodami přihrádkového emailu jsou: možnost docílit přesně ohraničené plochy (na rozdíl od např. volného lití emailů), libovolně zakřivené tvary (oproti jiným druhům vykládání, jako např. intarzování/marketerie či mozaikování, kde se tvary musí vyřezávat nebo vytloukat, což s sebou nese i určitou míru hrubosti, hlavně v malých rozměrech) a trvalost barev (oproti pouhé malbě, která postupně bledne anebo se stírá či oprýskává). Nevýhodou je fakt, že časem, zejména pokud je předmět namáhán otřesy anebo velkými rozdíly teplot způsobujícími pnutí materiálu, email z přihrádek může vypadnout.

## Galerie

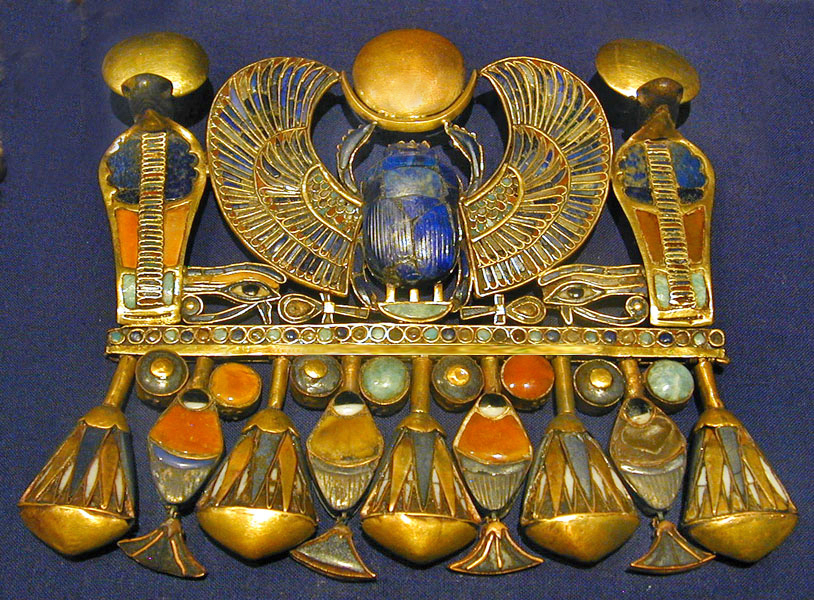
Tutanchamonův (14. století př. n. l.) pektorál – příklad staroegyptského emailového zdobení, s vypouklým povrchem jednotlivých políček
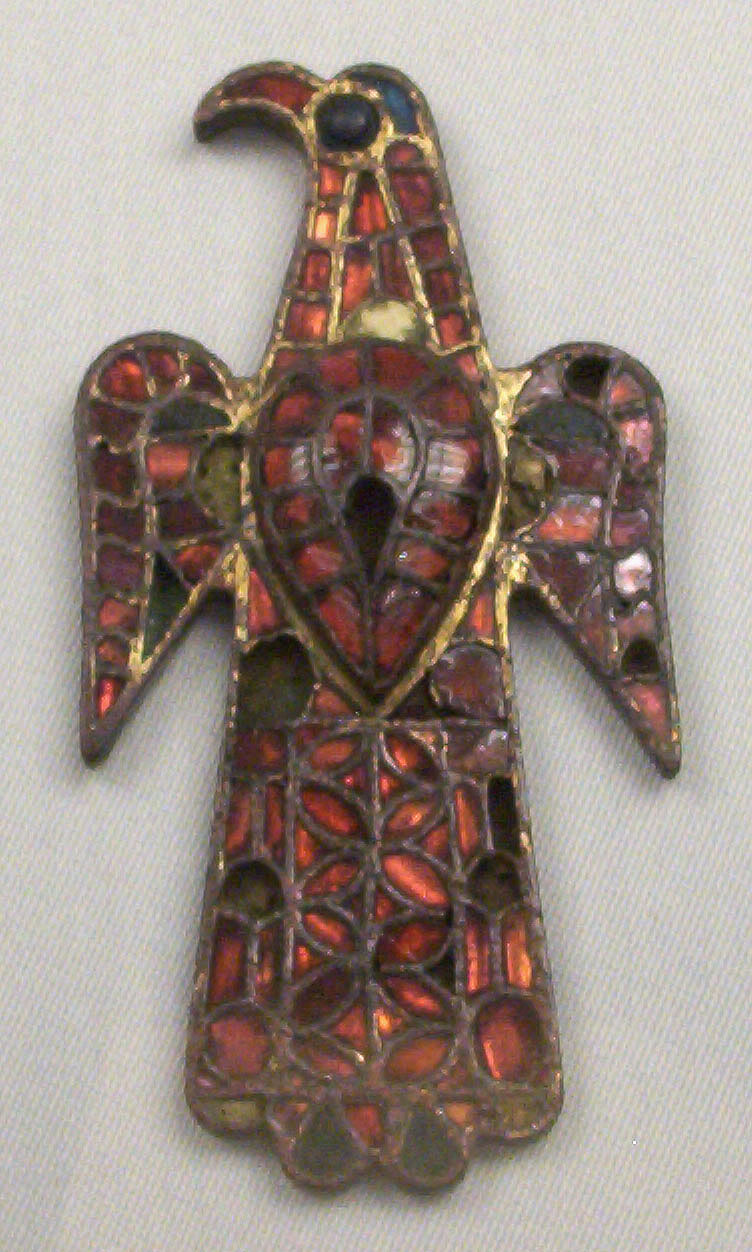
Vizigótská bronzová spona ze 6. století, typická ukázka germánského „barbarského“ umění
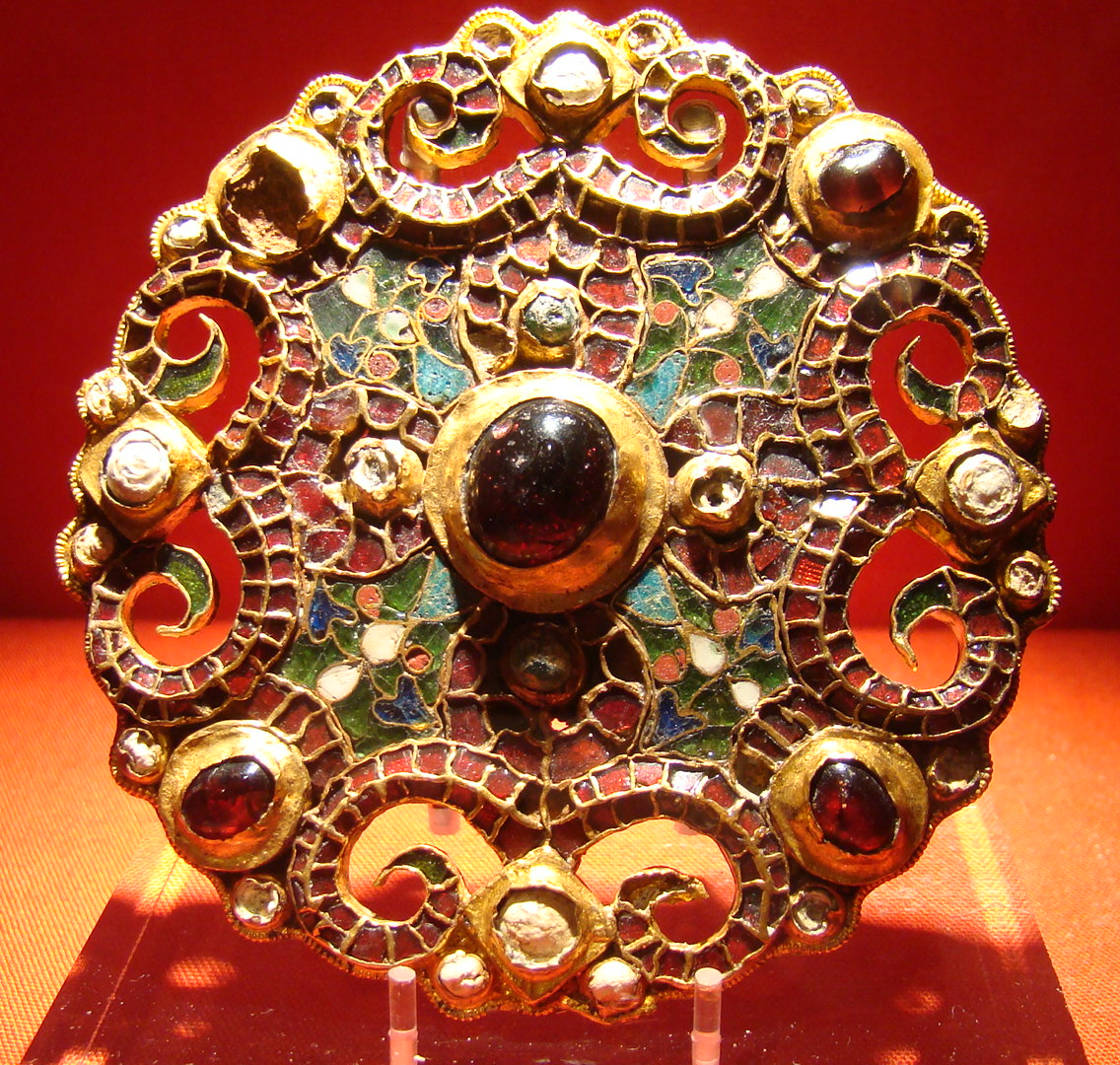
Burgundská spona z poč. 9. století, kromě emailu přizdobená i vsazenými drahokamy
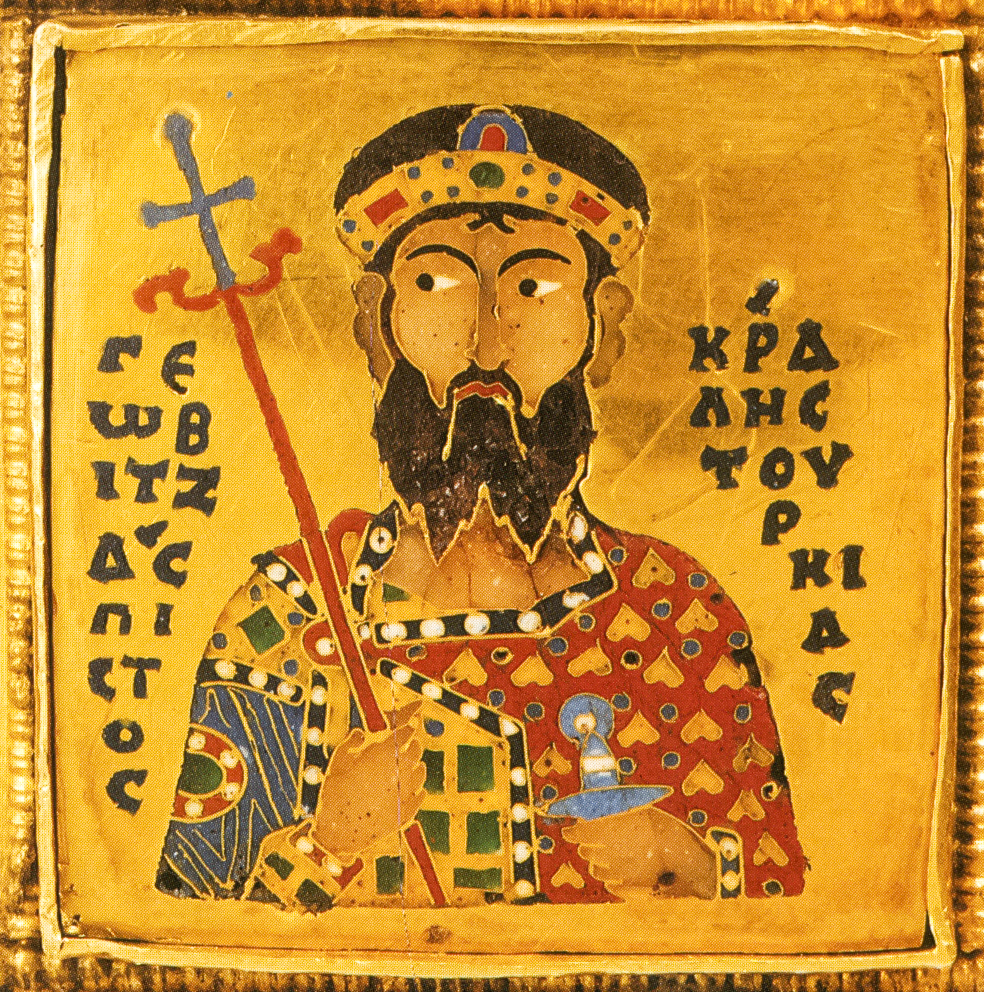
Zlatá destička byzantského původu z uherské svatoštěpánské koruny (11. století) dokládá, jak drobné detaily lze s cloisonné vytvořit
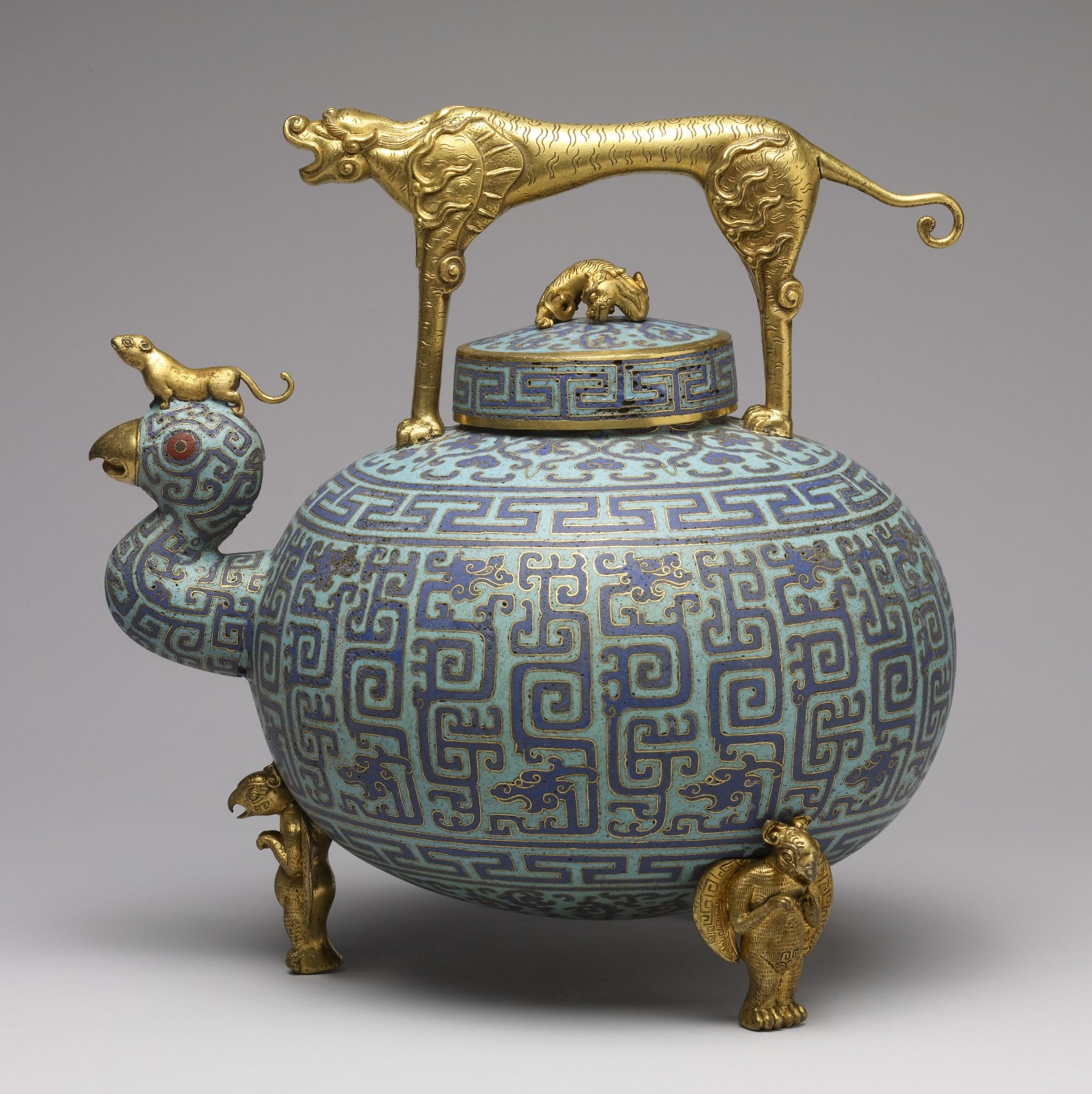
Čínská bronzová nádoba na víno z poloviny 18. století
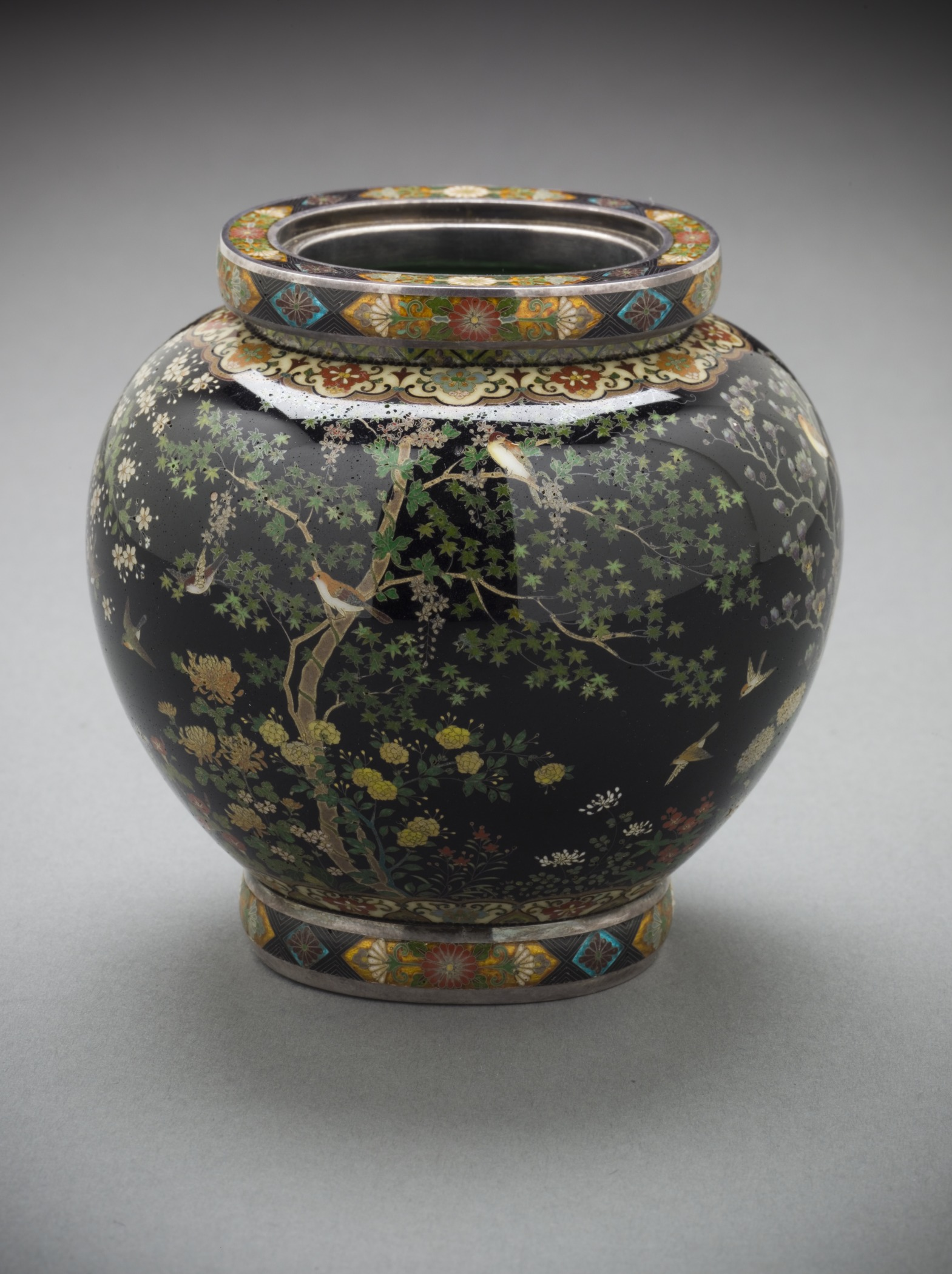
Japonská stříbrná kadidelnice z 19. století od Jasujukiho Namikawy budí dojem jednolitého porcelánu (potažmo kamene), jak je v asijském cloisonné běžné